# Черлак (Свердловская область)
Черлак — деревня в Красноуфимском округе Свердловской области. Входит в состав Ювинского сельского совета.

## География
Населённый пункт расположен на открытой местности в 25 километрах на юго-юго-восток от административного центра округа — города Красноуфимск.

### Часовой пояс
Черлак как и вся Свердловская область, находится в часовой зоне МСК+2. Смещение применяемого времени относительно UTC составляет +5:00.

## Население
| 2002 | 2010 | 2024 |
| ---- | ---- | ---- |
| 81   | ↘68  | ↘35  |

## Улицы
Деревня разделена на две улицы: Озёрная и Трактовая.